# Melalophacharops balajensis
Melalophacharops balajensis är en stekelart som beskrevs av Kusigemati 1987. Melalophacharops balajensis ingår i släktet Melalophacharops och familjen brokparasitsteklar. Inga underarter finns listade i Catalogue of Life.